# III. Hillél
III. Hillél, teljes nevén Hillél ben Gamáliel (3. század) ókori zsidó vallási törvénytudós, amóra.
Neve mellett a sorszám csak jelzésnek van, ő maga nem volt pátriárka és nászi, mint I. Hillél és II. Hillél, csak III. Gamáliel fia II. Júda nászi testvére. (Előbb is élt, mint II. Hillél.) Kortársa volt Órigenész keresztény egyházatyának, akivel gyakran tudományos vitákat folytatott. Nem hitt a Messiás eljövetelében, mert szerinte az Ezékiás júdai király idejében már eljött (Talmud, Szanhedrin 99a). Számos erkölcsi mondása maradt fenn, így például az Ábót-traktátusban (II. 4): 
- „Ne különítsd el magad a hitközségtől.”
- „Ne használj értelmetlen kifejezéseket azon hiszemben, hogy végül is megértik.”
- „Ne mondd, hogyha majd időm lesz rá, tanulni fogok, mert hátha már nem lesz időd.”
- „Ne bízzad el magad halálod órájáig.”